# Che cosa sono gli "amici del popolo" e come lottano contro i socialdemocratici
Che cosa sono gli "amici del popolo" e come lottano contro i socialdemocratici (in russo: Что такое «друзья народа» и как они воюют против социал-демократов?) è una delle opere politiche di Lenin. Il saggio breve venne scritto nel 1894 in risposta a una serie di articoli critici nei confronti dei marxisti apparsi sulla rivista Russkoe bogatstvo. Lenin attacca i cosiddetti "populisti", e tratta delle problematiche inerenti al materialismo dialettico e storico, all'economia politica e al socialismo scientifico.
Il saggio venne illegalmente stampato e distribuito in clandestinità e in forma anonima all'inizio dell'ottobre 1894 a Mosca.

## Descrizione
L'autore espone le sue tesi circa la connessione tra socialismo e movimento operaio, auspica la costituzione di un partito laburista marxista in Russia, e critica il punto di vista degli ideologi del populismo liberale, da lui definiti "immaginari amici del popolo" come Michajlovskij, Voroncov, Krivenko, Južakov ed altri, che si erano schierati contro il marxismo sulla rivista Russkoe bogatstvo (in russo: Русское богатство).
Come in molte altre opere di Lenin, egli critica delle determinate situazioni in superficie, volendo in realtà attaccare profondamente il sistema autocratico senza incorrere nella censura zarista. Quindi, possiamo dire che la critica ai populisti fu l'occasione per l'autore di esprimere il proprio punto di vista sulla socialdemocrazia e il processo rivoluzionario. Particolarmente famosa è la conclusione del libro, in cui Lenin delinea le idee chiave in maiuscolo grassetto o in corsivo, in sostanza, continuando il Manifesto del Partito Comunista di Marx ed Engels, e proclamando il corso della rivoluzione. In questo lavoro, Lenin teorizza per la prima volta l'idea di un'alleanza rivoluzionaria tra operai e contadini come principale mezzo per rovesciare lo zarismo, i proprietari terrieri, e la borghesia tutta. Inoltre, analizza in particolare le caratteristiche principali del marxismo, mostrando la sua superiorità rispetto a positivismo, metafisica, dialettica idealista dell'economia politica borghese, e socialismo non marxista.

## Edizioni in italiano
- Vladimir Ilʹič Lenin, Che cosa sono gli 'amici del popolo' e come lottano contro i socialdemocratici, traduzione [dal russo] di Luigi Amadesi, Rinascita, Roma 1951
- Vladimir Ilʹič Lenin, Che cosa sono gli amici del popolo e come lottano contro i socialdemocratici?, Editori riuniti, Roma 1972, poi 1977